# Grzybno (powiat brodnicki)
Grzybno – wieś w Polsce położona w województwie kujawsko-pomorskim, w powiecie brodnickim, w gminie Bobrowo.

## Podział administracyjny
W latach 1954–1961 wieś należała i była siedzibą władz gromady Grzybno, po jej zniesieniu w gromadzie Bobrowo. W latach 1975–1998 miejscowość należała administracyjnie do województwa toruńskiego.

## Demografia
Według Narodowego Spisu Powszechnego (III 2011 r.) liczyło 325 mieszkańców. Jest ósmą co do wielkości miejscowością gminy Bobrowo.

## Zabytki
Według rejestru zabytków NID na listę zabytków wpisane są:
- kościół ewangelicki, obecnie rzymskokatolicki parafialny pw. Najświętszego Serca Pana Jezusa, 1896, nr rej.: A/1258 z 30.11.2006
- cmentarz kościelny, nr rej.: j.w.

## Drogi wojewódzkie
Przez wieś przechodzi droga wojewódzka nr 543.

## Wspólnoty wyznaniowe
- Parafia Najświętszego Serca Pana Jezusa w Grzybnie